# Eagles Live
Eagles Live je prvi dvojni album v živo ameriške glasbene skupine Eagles, ki je izšel 7. novembra 1980. Eaglesi so se uradno razšli 31. julija 1980 po koncertu v Long Beachu, Kalifornija. Album sta vsak posamezno zmiksala Glenn Frey in Don Henley. Eagles Live vsebuje posnetke s turnej Hotel California in The Long Run. Z albuma je izšel single »Seven Bridges Road«, ki je bil uvrščen med top 40. Skladba nazorno ponazori skupinino večglasno petje, saj so prvi in zadnji verzi skladbe zapeti v petglasju.

## Seznam skladb
Stran 1
1. »Hotel California« (Don Felder, Don Henley, Glenn Frey) – 6:55
  - Posneto 29. julija 1980, Santa Monica Civic Auditorium, Santa Monica, Kalifornija
2. »Heartache Tonight« (Henley, Frey, Bob Seger, J. D. Souther) – 4:35
  - Posneto 27. julija 1980, Santa Monica Civic Auditorium, Santa Monica, Kalifornija
3. »I Can't Tell You Why« (Timothy B. Schmit, Henley, Frey) – 5:24
  - Posneto 28. julija 1980, Santa Monica Civic Auditorium, Santa Monica, Kalifornija

Stran 2
1. »The Long Run« (Henley, Frey) – 5:35
  - Posneto 27. julija 1980, Santa Monica Civic Auditorium, Santa Monica, Kalifornija
2. »New Kid in Town« (Henley, Frey, Souther) – 5:45
  - Posneto 22. oktobra 1976, The Forum, Inglewood, Kalifornija
3. »Life's Been Good« (Joe Walsh) – 9:38
  - Posneto 29. julija 1980, Santa Monica Civic Auditorium, Santa Monica, Kalifornija

Stran 3
1. »Seven Bridges Road« (Steve Young) – 3:54
  - Posneto 28. julija 1980, Santa Monica Civic Auditorium, Santa Monica, Kalifornija
2. »Wasted Time« (Henley, Frey) – 5:40
  - Posneto 22. oktobra 1976, The Forum, Inglewood, Kalifornija
3. »Take It to the Limit« (Randy Meisner, Henley, Frey) – 5:20
  - Posneto 20. oktobra 1976, The Forum, Inglewood, Kalifornija
4. »Doolin-Dalton (Reprise II)« (Henley, Frey, Jim Ed Norman) – 0:44
  - Posneto 21. oktobra 1976, The Forum, Inglewood, Kalifornija
5. »Desperado« (Henley, Frey) – 4:04
  - Posneto 21. oktobra 1976, The Forum, Inglewood, Kalifornija

Stran 4
1. »Saturday Night« (Meisner, Henley, Frey, Bernie Leadon) – 3:55
  - Posneto 28. julija 1980, Santa Monica Civic Auditorium, Santa Monica, Kalifornija
2. »All Night Long« (Walsh) – 5:40
  - Posneto 27. julija 1980, Santa Monica Civic Auditorium, Santa Monica, Kalifornija
3. »Life in the Fast Lane« (Henley, Frey, Walsh) – 5:10
  - Posneto 31. julija 1980, Long Beach Arena, Long Beach, Kalifornija
4. »Take It Easy« (Jackson Browne, Frey) – 5:20
  - Posneto 27. julija 1980, Santa Monica Civic Auditorium, Santa Monica, Kalifornija

## Zasedba

### Eagles
- Don Felder - kitare, vokali
- Glenn Frey - kitare, klaviature, vokali
- Don Henley - bobni, tolkala, vokali
- Randy Meisner - bas kitara, vokali (1976)
- Timothy B. Schmit - bas kitara, vokali (1980)
- Joe Walsh - kitare, klaviature, vokali

### Dodatni glasbeniki
- Jage Jackson - ritem kitara, tolkala
- Phil Kenzie - saksofon
- Vince Melamed - električni klavir
- The Monstertones - spremljevalni vokali
- J. D. Souther - vokali, akustična kitara
- Joe Vitale - klavir, orgle, bobni, tolkala